# Diane Losier
Diane Losier est une actrice et animatrice acadienne née à Saint-Jean, au Nouveau-Brunswick (Canada).

## Biographie

### Enfance et formation
Née à Saint-Jean au Nouveau-Brunswick, Diane Losier a grandi à Tracadie, ville dont elle a été nommée ambassadrice en 2009. Même si elle considère avoir vaincu sa timidité, elle dit qu'elle était une enfant gênée et qu'elle a été malade souvent pendant son enfance. Elle s'est beaucoup fait garder par sa grand-mère qui habitait en face de l'Académie Sainte-Famille à Tracadie, à laquelle elle est allée. Sa mère était enseignante. Elle a une sœur, très proche en âge. Enfant, elle jouait du piano et faisait des spectacles avec sa sœur et ses cousines, et s'enregistrait à l'âge de 11 ans. À 10 ans, sa famille déménage dans une maison bâtie par son père, sur la rue du Centenaire à Tracadie. Elle a eu son premier emploi à 14 ans. À l'époque, elle croyait faire carrière en sciences. À 17 ans, elle annonce à sa famille qu'elle veut être comédienne. Elle avait découvert le théâtre en 13e année à travers l'improvisation, entre autres. Elle termine en 1988 un baccalauréat spécialisé en art dramatique à l'Université de Moncton, où elle a aussi étudié les sciences. Sa carrière d'animatrice a commencé à la radio CKRO, alors qu'elle avait 25 ans.

### Carrière
Diane Losier a tenu plus de 40 rôles au théâtre, au cinéma, à la télévision ou à la radio, et compte plus de trente ans de tournée en Acadie, au Québec, en Ontario et en France. Elle est une des rares artistes acadiennes à être membre de l'Union des artistes. Elle a aussi fait beaucoup d'animation de galas, de spectacles, de radio et de télévision. Elle habite à Caraquet, où elle apprécie particulièrement l'amour de la population pour le théâtre. Elle a une grande admiration pour les artistes "qui offrent leurs visions du monde en gardant leur émerveillement... tout en faisant une démarche artistique sans compromis". Elle dit que sa biographie pourrait s'appeler "Que du bonheur!".

## Œuvres

### Théâtre

#### En tant qu'actrice
- 2021 : Crow Bar, de Gabriel Robichaud[6]
- 2018-2019 : Viens avec moi, opéra rock des Hôtesses d'Hilaire[1],[7]

- 2018 : Pourquoi l'Ouest? de Emma Haché : Adélie[8]
- 2017: Les Beignes de Matthieu Girard[9].
- 2016 : On a tous une Lydia Lee de Marie-Jo Thério[10]

- 2013 : Visage de feu de Marius von Mayenburg, adapté par Joël Beddows (Théâtre de l'Escaouette, Théâtre Blanc de Québec, Théâtre français du Centre national des Arts)[11]

- 2012 : Tracady Story 3 de Jac Gautreau[12]

- 2011 : Wolfe de Emma Haché : Rosilda[13]
- 2010 : Plus que parfait de André Roy et Robert Gauvin[14]
- 2005 : Murmures de Emma Haché, mise en scène par Jean-Stéphane Roy : Julienne, Ursule, Elina (Théâtre populaire d'Acadie)[15]
- 2005 : Les Monologues du Vagin d'Eve Ensler [16]
- 2005 : Sous le Guy de Mélanie F. Léger[17]

- 2004 : Willy Graf de Michel Ouellette: Sara Rosenfeld[18]
- 2003 : Le collier d'Hélène de Carole Fréchette (Théâtre populaire d'Acadie)[19]

- 2000 : Laurie ou la vie de Galerie d'Herménégilde Chiasson : Bénalda (Théâtre populaire d'Acadie et autres)[20] La pièce a été présentée plus de 100 fois pendant 7 ans, y compris lors de 2 tournées[1],[20].
- 2000 : Les muses orphelines de Michel Marc Bouchard, mise en scène de René Cormier: Catherine Tanguay (Théâtre populaire d'Acadie)[21]

- 1999 : Exils de Philippe Soldevila, Robert Bellefeuille et Marcia Babineau (Théâtre de la Vieille, Théâtre de l'Escaouette, Théâtre Sortie de Secours)[22]

- 1999 : Le tintamarre d'Antonine Maillet : Marie-Pet, mère de 18 enfants en 30 ans (Rideau Vert)[23],[24]

- 1997 : Valentine de Willy Russell, traduite par Antonine Maillet, mise en scène par Daniel Castonguay (Théâtre populaire d'Acadie)[25]
- 1994 : Grand spectacle de clôture du Congrès mondial acadien[26]

#### En tant que metteuse en scène
- 2019 : Huit femmes de Robert Thomas, adaptée par Christiane St-Pierre (Théâtre populaire d'Acadie)[27]
- 2006 : Des fraises en janvier d'Evelyne de la Chenelière[28]

### Télévision

#### En tant qu'actrice
- 2020 : Les Newbies, UnisTV
- 2017 : Le Siège, ICI Radio-Canada Télé : Antonine Arseneau[29]

- 2015-2016 : Le Clan, Radio-Canada : Maggy Morisson

- 2008-2012 : Belle-Baie, Radio-Canada
- 2011 : RURAL.COM, CHAU-TVA et CIMT-TVA : Pauline Blanchard[30]

- 2004 : Samuel et la Mer, Radio-Canada : Florence Chiasson[31]

### Cinéma

#### En tant qu'actrice
- 2012 : Camion de Rafaël Ouellet : Marleen